# Stadio Carlos Dittborn
Lo Stadio Carlos Dittborn (in spagnolo Estadio Carlos Dittborn) è uno stadio calcistico di Arica, in Cile, della capienza di 10 000 spettatori. Fu costruito nel 1962 ed è utilizzato prevalentemente dalla squadra locale, il San Marcos de Arica.
Ha ospitato alcune partite del campionato del mondo 1962.

## Incontri del campionato mondiale di calcio 1962
- Uruguay -  Colombia 2-1 (Gruppo 1) il 30 maggio
- Unione Sovietica -  Jugoslavia 2-0 (Gruppo 1) il 31 maggio
- Jugoslavia -  Uruguay 3-1 (Gruppo 4) il 2 giugno
- Unione Sovietica -  Colombia 4-4 (Gruppo 4) il 3 giugno
- Unione Sovietica -  Uruguay 3-1 (Gruppo 4) il 6 giugno
- Jugoslavia -  Colombia 5-0 (Gruppo 4) il 7 giugno
- Cile -  Unione Sovietica 2-1 (Quarti di finale) il 10 giugno